# Jon Moxley
Jonathan David Good, meglio conosciuto con il ring name Jon Moxley (Cincinnati, 7 dicembre 1985), è un wrestler statunitense sotto contratto con la All Elite Wrestling e la New Japan Pro-Wrestling.
È ricordato principalmente per i suoi trascorsi, tra il 2012 e il 2019, nella WWE, dove si esibiva come Dean Ambrose, dove ha detenuto una volta il WWE Championship, tre volte l'Intercontinental Championship, una volta lo United States Championship e due volte il Raw Tag Team Championship (con Seth Rollins), risultando il sedicesimo wrestler ad aver completato il Grand Slam nel nuovo formato. È stato inoltre il vincitore dell'edizione 2016 del Money in the Bank, che ha incassato con successo la sera stessa contro Rollins. Il suo regno come campione US, durato 351 giorni (dal 19 maggio 2013 al 5 maggio 2014), è il terzo più lungo nella storia del titolo (considerando anche la versione WCW) e il più longevo di sempre nella versione WWE.
Nella All Elite Wrestling, Moxley ha vinto quattro volte l'AEW World Championship e una volta l'AEW International Championship. Nella New Japan Pro-Wrestling ha detenuto una volta l'IWGP World Heavyweight Championshipdue e due volte l'IWGP United States Championship, e il suo secondo regno di 564 giorni è il più lungo nella storia del titolo. Tornato a calcare la scena indipendente, Moxley è stato anche detentore del GCW World Championship.

## Carriera

### Heartland Wrestling Association (2004–2009)
Good iniziò a lavorare per Les Thatcher nella Heartland Wrestling Association: vendeva pop-corn e aiutava a montare il ring prima di allenarsi per diventare wrestler una volta compiuti i diciotto anni (Thatcher rifiutò di allenarlo fino a quando Good non diventasse maggiorenne) con Thatcher e Cody Hawk. Con il nome (ring name) di Jon Moxley debuttò nel giugno 2004. In meno di un anno formò un tag team con Jimmy Turner chiamato "Necessary Roughness" e l'11 maggio 2005 sconfissero gli Extreme Desire (Mike Desire e Tack) per vincere l'HWA Tag Team Championship. Dopo che Quinten Lee e Ala Hussein, che formarono il tag team "Foreign Intelligence", sconfissero gli Necessary Roughness per l'HWA Tag Team Championship, Moxley iniziò a lottare insieme a Ric Byrne formando un tag team noto con il nome di "Heartland Foundation": il duo sconfisse i Foreign Intelligence per l'HWA Tag Team Championship il 19 agosto 2005, ma vennero privati del titolo per ragione sconosciute lo stesso giorno.
Nel 2006 Moxley iniziò a lottare in singolo per conquistare l'HWA Heavyweight Championship e formò una fazione (stable) chiamata "The Crew" insieme a Sami Callihan, Dick Rick, Eric Darkside e Pepper Parks. Proprio contro quest'ultimo Moxley conquistò l'HWA Heavyweight Championship il 9 maggio 2006 e lo detenne per più di quattro mesi con sei difese all'attivo fino a quando non venne sconfitto da Chad Collyer il 12 dicembre. Moxley riconquistò l'HWA Heavyweight Championship contro Parks il 30 dicembre, ma lo perse tre giorni dopo (il 2 gennaio 2007) contro Brian Jennings.
Moxley tornò a lottare nella divisione tag team e lottò insieme al suo ex allenatore Cody Hawk. Insieme vinsero l'HWA Tag Team Championship il 12 giugno 2007 contro Tack e Tarek the Legend, ma il loro regno come campioni fu di breve durata, in quanto persero il titolo quattro giorni dopo contro il GP Code (Andre Heart e Richard Phillips). Moxley continuò a lottare nella divisione tag team per il resto del 2007 fino all'inizio del 2010. Nel 2009 Moxley lottò insieme al rivale King Vu in un tag team noto con il nome di "Royal Violence". Insieme vinsero l'HWA Tag Team Championship per due volte: la prima volta sconfiggendo The Koser Klub il 14 ottobre (sono stati poi sconfitti dagli Irish Airbourne – tag team composto dai fratelli Dave e Jake Crist – il 2 dicembre seguente) e la seconda volta il 19 dicembre contro gli Irish Airborne.

### Combat Zone Wrestling (2009–2011)

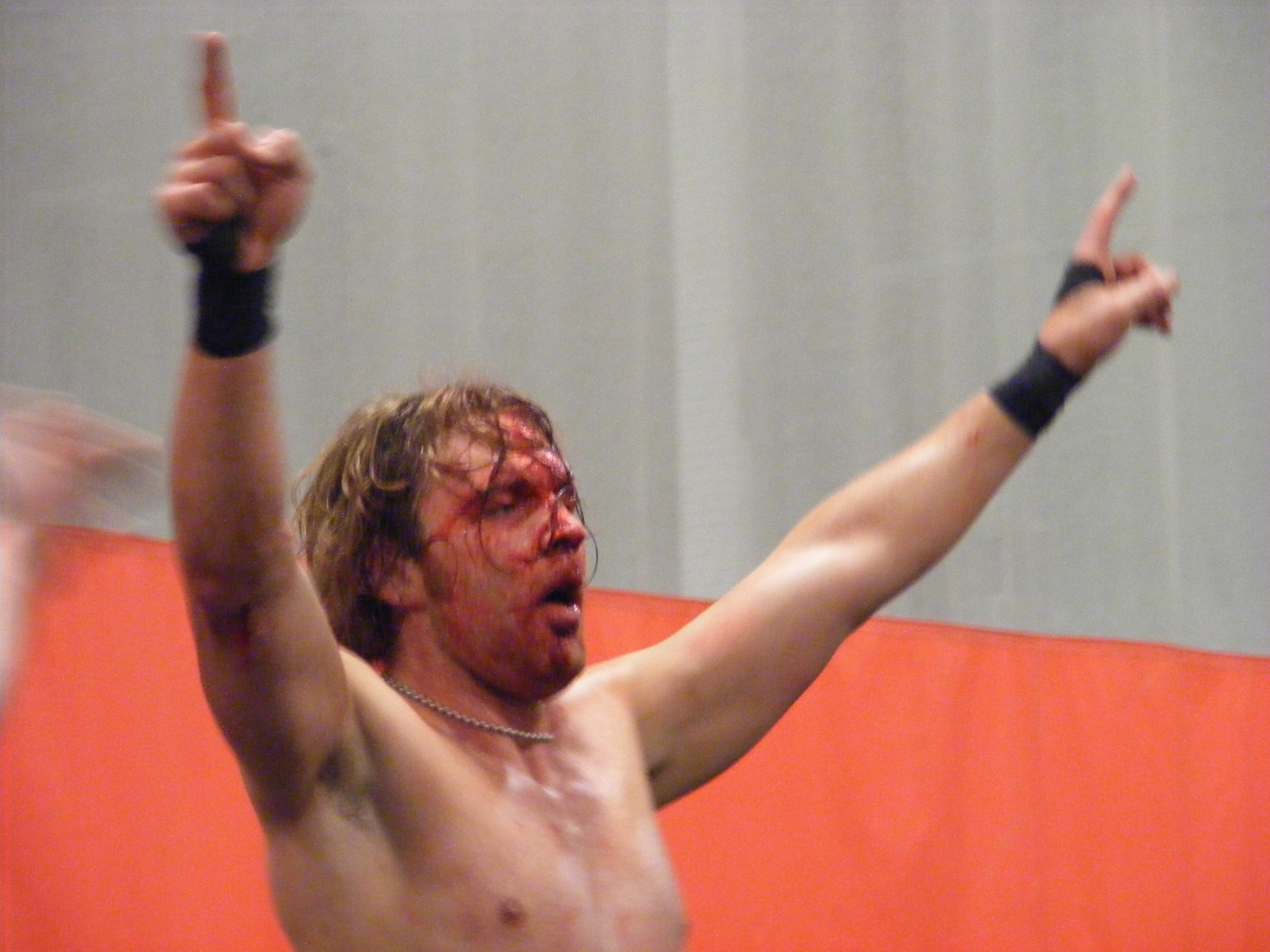
Jon Moxley nel 2010

Il 6 giugno 2009 Moxley era uno dei partecipanti al Tournament of Death VIII della Combat Zone Wrestling: nel primo turno del torneo sconfisse Brain Damage in un Dining Death match, ma venne eliminato nella semifinale da Nick "F'N" Gage in un three-way match in cui i fan potevano portare degli oggetti contundenti e che includeva anche Scotty Vortekz. Il 25 ottobre seguente Moxley partecipò al CZW Tournament of Death: Rewind, ma fu eliminato al primo turno in un Four Corners Dog Collar match contro Thumbtack Jack.
All'evento per l'undicesimo anniversario della CZW, svoltosi il 12 febbraio 2010, Moxley sconfisse B-Boy per vincere il CZW World Heavyweight Championship. Dopo aver difeso con successo il titolo per quattro volte l'8 agosto seguente Moxley perse il CZW World Heavyweight Championship in favore di Nick Gage in un Ultraviolent match che includeva anche Drake Younger, terminando il suo regno come campione dopo 175 giorni. Tuttavia il 14 agosto seguente Moxley riconquistò il titolo contro Gage in un match che includeva anche Egotistico Fantastico. Dopo 182 giorni di regno come campione perse il CZW World Heavyweight Championship alla nona difesa del titolo contro Robert Anthony il 12 febbraio 2012 all'evento che celebrava il dodicesimo anniversario della CZW.

### Dragon Gate (2009–2011)
Moxley iniziò a lottare per la Dragon Gate USA (DGUSA) nel 2009 e il 28 novembre seguente fece il suo debutto sconfiggendo B-Boy per sottomissione in un dark match. Moxley continuò a lottare per la DGUS nel 2010 e il 23 gennaio seguente sconfisse Darin Corbin in un altro dark match, per poi attaccare Lacey più tardi durante l'evento fino a quando Tommy Dreamer non è intervenuto per fermarlo. Il 26 marzo seguente Moxley ha poi lottato insieme a Brian Kendrick contro Paul London and Jimmy Jacobs in un match che Moxley e Kendrick hanno vinto, ma quest'ultimo e London attaccarono Moxley al termine del match per poi fracassarlo contro un tavolo. Il giorno seguente Moxley fece il suo debutto in un pay-per-view della DGUSA affrontando Dreamer in un hardcore match registrato per Mercury Rising che Moxley ha vinto. L'8 maggio seguente, al pay-per-view Uprising registrato a Mississauga, in Canada, Moxley subì un reale infortunio in cui il suo capezzolo sinistro era stato quasi separato durante un match con Jimmy Jacobs. A Freedom Fight, che andò in onda il 7 gennaio 2011, Moxley e Akira Tozawa furono sconfitti da Homicide e l'allora detentore dell'Open the Freedom Gate Championship BxB Hulk in un tag team match.

### Florida Championship Wrestling (2011–2012)

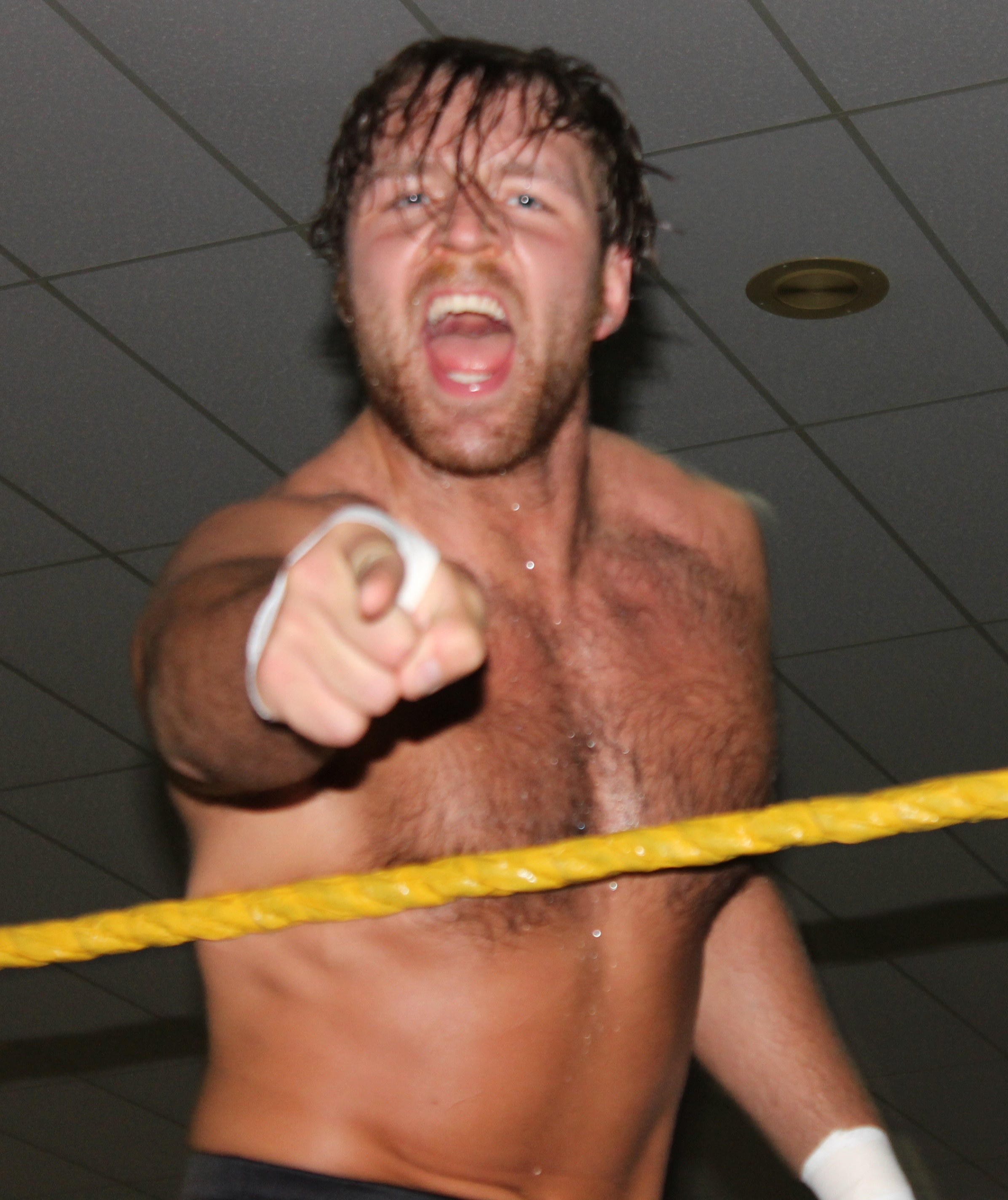
Jon Moxley nel 2012

Il 4 aprile 2011 è stato confermato che Good aveva firmato un contratto con la World Wrestling Entertainment e la DGUSA gli ha garantito la rescissione del contratto. Good era già apparso in precedenza nella WWE con il ring name di Jon Moxley il 20 gennaio 2006, quando insieme a Brad Attitude fu sconfitto dagli MNM in un match registrato per Velocity. Il 27 maggio 2011 Good si è unito all'allora territorio di sviluppo della WWE, la Florida Championship Wrestling (FCW), dove ha ricevuto il nome di Dean Ambrose.
Ambrose ha fatto il suo debutto televisivo per la FCW il 3 luglio seguente, quando ha sfidato Seth Rollins, un altro illustre wrestler proveniente dal circuito indipendente. Ambrose e Rollins hanno lottato il loro primo match per l'FCW 15 Championship in un Iron Man match di quindici minuti svoltosi nella puntata della show televisivo FCW del 14 agosto: il match si concluse in pareggio quando nessuno dei due aveva ottenuto uno schienamento o una sottomissione, quindi Rollins ha mantenuto il titolo. Una successiva rivincita da venti minuti sempre valida per il titolo che si è svolta due settimane dopo è terminata con un altro pareggio sullo 0-0. Un'ulteriore rivincita valida per il titolo, questa volta dalla durata massima di trenta minuti, si è svolta il 18 settembre seguente: il match dopo i tre minuti previsti era terminato in un altro pareggio sul 2-2, ma fu concesso un ulteriore tempo supplementare per stabilire un vincitore e Ambrose è stato sconfitto per 3-2. La serie di match fra i due ebbe recensioni positive, tanto che gli fu dedicata un'intera puntata prima di mostrare il terzo e conclusivo match tra i due. Ambrose è riuscito a sconfiggere Rollins in un match titolato nel primo turno del torneo Super Eight valido per il vacante FCW Florida Heavyweight Championship. Tuttavia Ambrose non è riuscito a vincere la finale del torneo, vinta invece da Leo Kruger in un fatal four-way match. Ambrose ha poi rinnovato la sua rivalità con Rollins quando gli ha causato la perdita dell'FCW 15 Championship attaccando Damien Sandow durante il match contro Rollins, causando la squalifica a favore di Sandow per il punto decisivo. Ambrose ha poi sfidato senza successo lo stesso Sandow per l'FCW 15 Championship ed è stato sconfitto da Leakee in un match che includeva anche Rollins e che avrebbe determinato il primo sfidante per l'FCW Florida Heavyweight Championship.
il 21 ottobre un evento dal vivo della FCW Ambrose ha sfidato il wrestler del roster principale della WWE CM Punk, che ha fatto un'apparizione come ospite; Punk ha accettato la sfida e ha sconfitto Ambrose in un match di trenta minuti, per poi rendere omaggio ad Ambrose. L'attacco alle spalle da parte di Ambrose al wrestler della WWE e allora telecronista della FCW William Regal portò a un match tra i due il 6 novembre, dove Regal ha schienato Ambrose per vincere il match. A causa di questa sconfitta Ambrose divenne ossessionato da Regal circa una rivincita tra i due e arrivò a prenderlo in giro usando la sua stessa mossa finale durante i suoi match. Ambrose ha fatto le sue prima apparizioni negli eventi dal vivo della WWE nel dicembre 2011.
Ai WrestleMania XXVIII Axxess Ambrose ebbe un confronto verbale con il veterano di wrestling hardcore Mick Foley, sostenendo che Foley avrebbe dovuto essere responsabile per aver guidato una generazione fuori strada. Ambrose continuò ad attaccare Foley verbalmente attraverso Twitter e la WWE stessa ha reagito "spedendo Ambrose a casa" dalle registrazioni di SmackDown. Il 24 giugno seguente Ambrose ha poi sfidato la sua vecchia nemesi Seth Rollins per il FCW Florida Heavyweight Championship, ma è stato sconfitto. Ambrose ha ricevuto la sua tanto agognata rivincita contro William Regal il 15 luglio nell'ultimo show televisivo della FCW, in un match che si è concluso in no contest (ossia senza alcun vincitore) quando Ambrose ha colpito con una ginocchiata la testa di Regal all'angolo esposto del ring, causando del sangue dalle orecchie a Regal, che lo ha applaudito al termine del match e lo ha permesso di colpirlo con la sua Knee Trembler, portando l'intero spogliatoio della FCW a salire sul ring per separare Ambrose da un incosciente Regal mentre i telecronisti si chiedeva se Regal sarebbe stato in grado di lottare di nuovo.

### WWE (2012–2019)

#### The Shield (2012–2014)

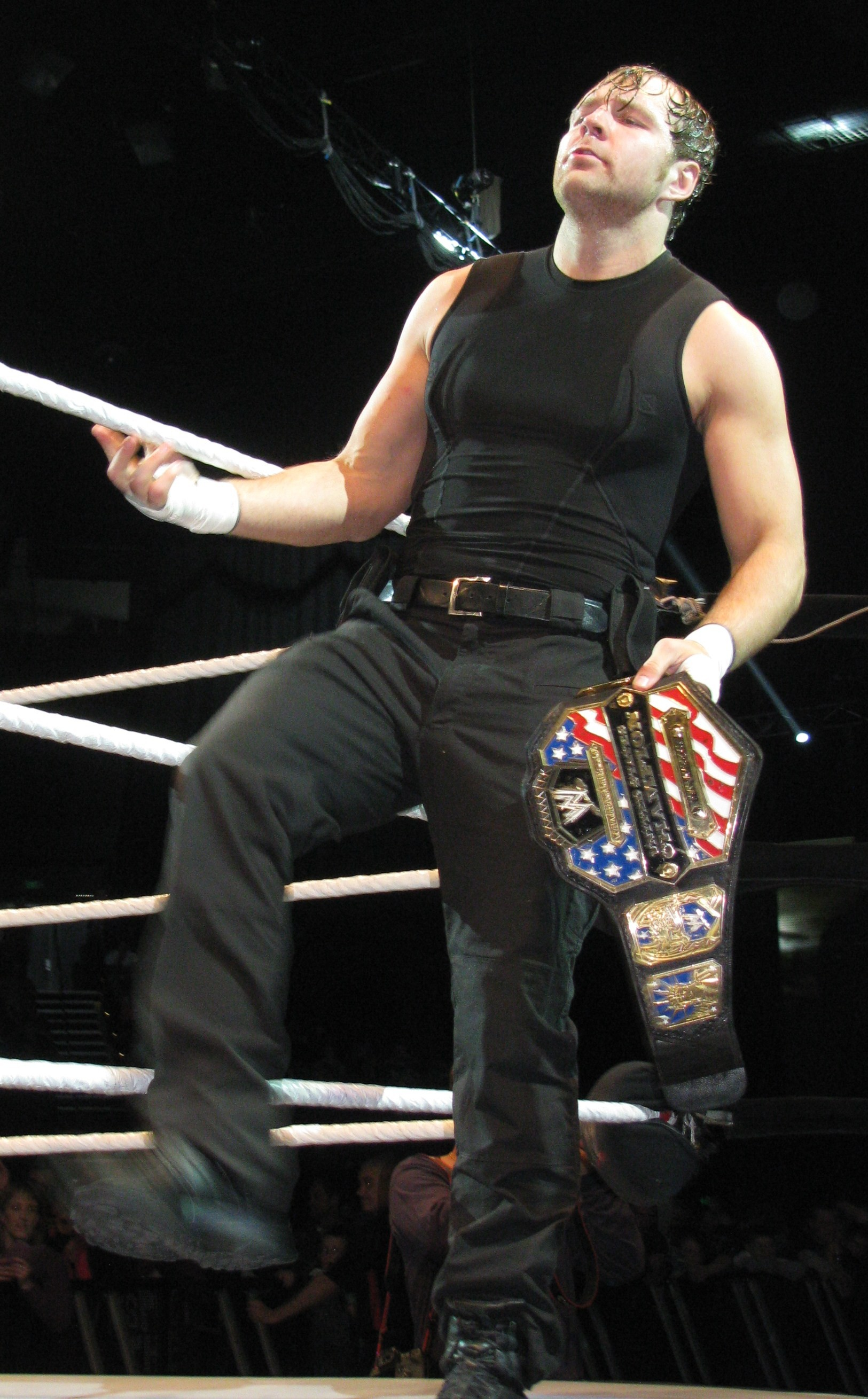
Dean Ambrose con lo United States Championship nel 2013

Il 18 novembre 2012, a Survivor Series, Dean Ambrose ha fatto il suo debutto nel roster principale della WWE insieme a Roman Reigns e Seth Rollins durante il match per il WWE Championship tra il campione CM Punk, John Cena e Ryback, attaccando quest'ultimo. Nella puntata di Raw del 26 novembre il trio è stato intervistato da Michael Cole ed è stato rivelato che il nome del gruppo era The Shield. Al pay-per-view TLC: Tables, Ladders and Chairs lo Shield ha sconfitto al debutto Daniel Bryan, Kane e Ryback in un Tables, Ladders and Chairs 6-Men Tag Team match. Dopo numerosi attacchi agli altri membri del roster, tra cui molti degli avversari di CM Punk, è stato rivelato che lo Shield era sempre stato sotto gli ordini di Punk e Paul Heyman ed erano pagati per le loro interferenze. Al pay-per-view Elimination Chamber lo Shield ha sconfitto John Cena, Sheamus e Ryback. A WrestleMania 29 lo Shield ha sconfitto Randy Orton, Sheamus e Big Show. Nella puntata di Raw del 22 aprile lo Shield ha sconfitto Daniel Bryan, Kane e The Undertaker. Nella puntata di SmackDown del 26 aprile Ambrose ha perso per sottomissione contro The Undertaker. Nella puntata di Raw del 13 maggio la striscia di imbattibilità dello Shield nei six-man tag team match televisivi si è conclusa quando hanno perso per squalifica contro John Cena, Kane e Daniel Bryan. A Extreme Rules Ambrose ha sconfitto Kofi Kingston e ha vinto il suo primo titolo singolo nella WWE, lo United States Championship. Nella puntata di SmackDown del 14 giugno la striscia di imbattibilità dello Shield senza essere mai schienati o sottomessi nei six-man tag team match televisivi si è conclusa contro il Team Hell No e Randy Orton. Il 16 giugno a Payback Ambrose ha sconfitto Kane per countout e ha mantenuto il titolo. Il 14 luglio a Money in the Bank Ambrose ha combattuto nel Money in the Bank ladder match per la valigetta valida per il World Heavyweight Championship, ma non è riuscito a vincere. Ambrose ha mantenuto lo United States Championship nel Kickoff Show di SummerSlam per squalifica contro Rob Van Dam. Nel mese di agosto lo Shield si è unito all'Authority guidata da Triple H e Stephanie McMahon. Il 15 settembre a Night of Champions Ambrose ha difeso con successo il titolo sconfiggendo Dolph Ziggler. Ha difeso con successo il titolo anche a Hell in a Cell e la sera dopo a Raw contro Big E Langston, ma entrambe le volte ha perso per countout e squalifica. Alle Survivor Series Ambrose ha preso parte al tradizionale Survivor Series elimination tag team match insieme a Rollins Reigns e i Real Americans (Antonio Cesaro e Jack Swagger) contro i Cody Rhodes e Goldust, gli Usos (Jimmy e Jey Uso) e Rey Mysterio; Ambrose è stato il primo ad essere eliminato, ma Reigns ha ottenuto la vittoria per il suo team. A TLC: Tables, Ladders and Chairs lo Shield è stato sconfitto da CM Punk in un 3-on-1 handicap match dopo che Reigns ha accidentalmente colpito Ambrose con la spear. Alla Royal Rumble Ambrose ha preso parte al Royal Rumble match con il numero 11, ma è stato eliminato da Reigns. A Elimination Chamber lo Shield ha perso contro la Wyatt Family (Bray Wyatt, Luke Harper e Erick Rowan.
Dopo la sconfitta con la Wyatt Family lo Shield sembrava sul punto di dividersi, ma si sono chiariti nella puntata di SmackDown del 7 marzo e lo Shield ha iniziato a disubbidire a Kane, direttore delle operazioni dell'Authority. Ciò ha portato a un six-man tag team match tra lo Shield e Kane e i New Age Outlaws (Road Dogg e Billy Gunn) a WrestleMania XXX, dove lo Shield ha vinto. A causa di ciò lo Shield ha abbandonato l'Authority e Ambrose, come Rollins e Reigns, è diventato un beniamino del pubblico. Nella puntata di SmackDown del 2 maggio Ambrose ha mantenuto lo United States Championship in un fatal four-way match contro Curtis Axel, Ryback e Alberto Del Rio, per poi perderlo nella puntata di Raw del 5 maggio in una 20-man battle royal decretata da Triple H, venendo eliminato per ultimo da Sheamus e terminando il suo regno dopo 351 giorni. ciò ha segnato il record di regno più lungo nella WWE. Lo Shield ha sconfitto la rinata Evolution (Triple H, Randy Orton e Batista) sia a Extreme Rules sia a Payback. Quando Batista ha lasciato l'Evolution nel mese di giugno Triple H ha dato il via al suo "piano B": ciò ha visto Rollins tradire Reigns e Ambrose, attaccandoli con una sedia e alleandosi con Triple H e l'Authority.

#### Faida con Seth Rollins (2014–2015)

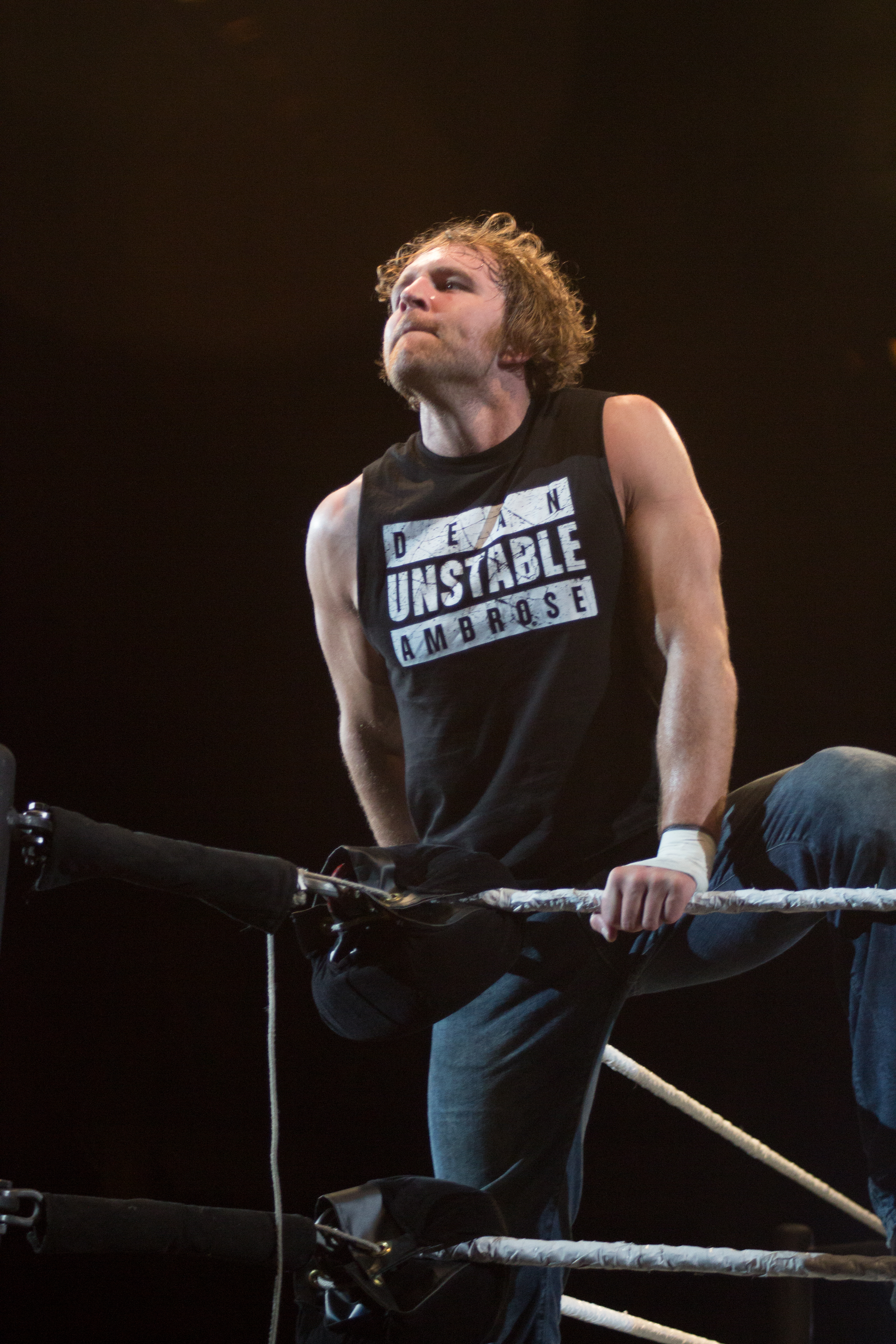
Dean Ambrose nel 2015

Ambrose ha iniziato una faida con l'ex compagno nello Shield Seth Rollins, che ha affrontato nel Money in the Bank ladder match dell'omonimo pay-per-view, nel quale è stato inserito su richiesta dello stesso Rollins. Ambrose è uscito sconfitto dall'incontro, in quanto Kane lo ha attaccato per aiutare Rollins a vincere. A Battleground il match in programma tra Ambrose e Rollins è terminato con la vittoria del secondo per forfait, poiché Ambrose ha attaccato nel backstage lo stesso Rollins ed è stato espulso dall'arena. A SummerSlam Ambrose ha nuovamente perso in un lumberjack match contro Rollins. La sera successiva a Raw Rollins ha eseguito un Curb Stomp su Ambrose attraverso alcuni blocchi di calcestruzzo, costringendolo a uscire dall'arena in barella (kayfabe). Questo angle è stato creato per tenere Ambrose fuori dagli show della WWE in quanto impegnato nelle riprese del film 12 Rounds 3: Lockdown. Ambrose ha fatto il suo ritorno il 21 settembre a Night of Champions, dove ha attaccato Seth Rollins: la rissa è stata interrotta dall'intervento della sicurezza. Ambrose ha sconfitto John Cena in un Contract on Pole match nella puntata di Raw del 13 ottobre, ottenendo quindi il diritto di affrontare Rollins a Hell in a Cell in un Hell in a Cell match, ma Ambrose è stato sconfitto da Rollins a causa dell'intervento ai suoi danni di Bray Wyatt. Ciò ha portato a un match tra Ambrose e Wyatt alle Survivor Series, dove Ambrose si è fatto squalificare durante il suo match dopo averlo colpito con una sedia, sotterrandolo poi sotto un cumulo di tavoli e sedie. Queste azioni hanno portato i due ad affrontarsi in un Tables, Ladders and Chairs match a TLC: Tables, Ladders and Chairs, dove Ambrose ha perso nell'incontro conclusivo dell'evento. Ambrose ha sconfitto Wyatt in un Boot Camp match al Tribute to the Troops, ma la faida tra i due è proseguita ed è culminata in due match: nella puntata di Raw del 22 dicembre in un Miracle on 34th Street Fight match e nella puntata di Raw del 5 gennaio 2015 in un ambulance match, con Ambrose che ha perso entrambi i match.
Il 25 gennaio alla Royal Rumble ha preso parte al Royal Rumble match entrando con il numero 25, ma è stato eliminato dopo circa tredici minuti da Big Show e Kane. Nel mese di febbraio ha iniziato una faida con Bad News Barrett per l'Intercontinental Championship: avendolo sconfitto in un match non titolato nella puntata di Raw del 19 gennaio, Ambrose ha domandato un match per il titolo. Dopo che Barrett ha rifiutato la sfida di Ambrose, quest'ultimo è riuscito a ottenere il match titolato dopo aver ammanettato Barrett e averlo costretto a firmare il contratto, tuttavia non è riuscito a vincere il titolo a Fastlane dopo essersi fatto squalificare e al termine del match si è preso la cintura. Ambrose ha preso parte al ladder match per l'Intercontinental Championship a WrestleMania 31, ma non è riuscito a vincerlo dopo che Luke Harper lo ha lanciato con una powerbomb su una scala posizionata fuori dal ring, rendendolo inabile di proseguire la contesa. Ambrose ha sconfitto Harper in un Chicago Street Fight match a Extreme Rules, ottenendo la sua prima vittoria in pay-per-view come wrestler singolo da quando lo Shield si è sciolto. Ambrose ha sconfitto l'allora campione Seth Rollins – nonché rivale di lunga data ed ex membro dello Shield – nella puntata di Raw del 4 maggio ed è stato aggiunto al match per il WWE World Heavyweight Championship a Payback in un fatal four-way match che includeva anche Roman Reigns e Randy Orton. Questa è stata la sua prima opportunità di vincere un titolo del mondo nella WWE, ma non è riuscito a vincere il titolo e non ci è riuscito nemmeno a Elimination Chamber, poiché ha vinto il match per squalifica e pertanto Rollins ha mantenuto il titolo ancora una volta. Nonostante la sconfitta, Ambrose ha preso il titolo con sé e ha sfidato Rollins in un ladder match a Money in the Bank, ma è stato sconfitto.
Dopo Money in the Bank ha continuato a fare coppia con Reigns, aiutandolo nella faida con Bray Wyatt dopo che Luke Harper si è riunito con Wyatt. Ambrose e Reigns hanno sconfitto Wyatt e Harper a SummerSlam, ma nella puntata di Raw successiva a SummerSlam c'è stata la rivincita: Ambrose e Reigns hanno nuovamente vinto, ma solo per squalifica, in quanto durante il match Braun Strowman ha fatto il suo debutto unendosi alla Wyatt Family e aiutando Harper e Wyatt ad attaccare Ambrose e Reigns. Ciò ha portato a un six-man tag team match contro la Wyatt Family a Night of Champions, dove Ambrose, Reigns e il rientrante Chris Jericho hanno perso. Ambrose ha poi preso parte al torneo per il vacante WWE World Heavyweight Championship (a causa di un reale infortunio occorso all'allora campione Seth Rollins) e dopo aver sconfitto Tyler Breeze al primo turno, Dolph Ziggler ai quarti di finale e Kevin Owens in semifinale, ma ha perso nella finale contro Roman Reigns alle Survivor Series. Sempre nel mese di novembre la gestione di Ambrose da parte della WWE è stata criticata, con Jeff Hamlin del Wrestling Observer che si è chiesto "perché la WWE continua a far perdere Ambrose quando il pubblico lo preferisce chiaramente a Reigns?", definendolo "il più over babyface che hanno".

#### Regni titolati (2015–2016)

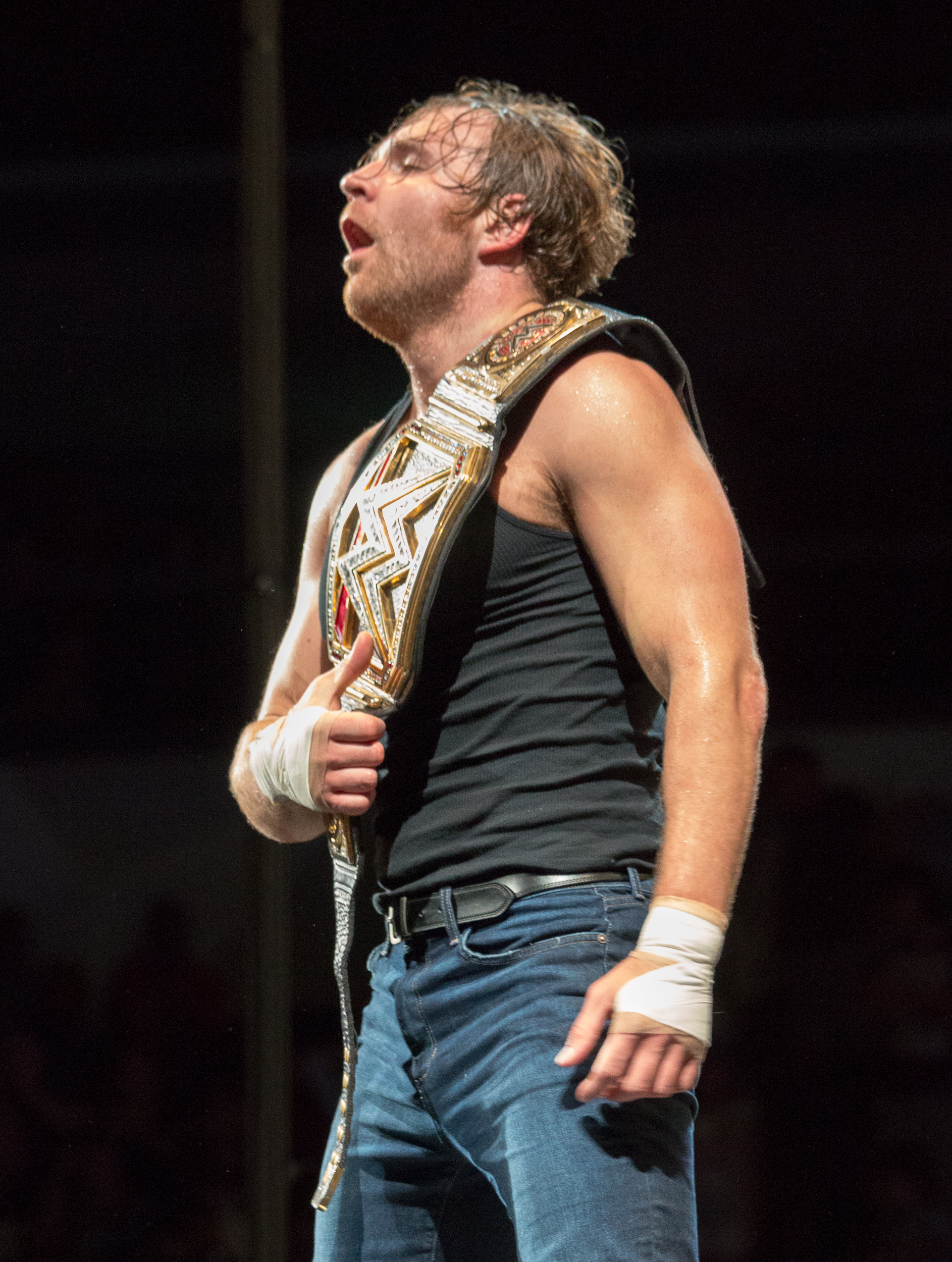
Dean Ambrose con il WWE World Championship nel 2016

Ambrose ha vinto un triple threat match contro Dolph Ziggler e Tyler Breeze è diventato il primo sfidante per l'Intercontinental Championship detenuto da Kevin Owens quando ha sconfitto Dolph Ziggler e Tyler Breeze nella puntata di SmackDown del 26 novembre. Dopo una rincorsa iniziata nel febbraio 2015, Ambrose è riuscito a vincere l'Intercontinental Championship a TLC: Tables, Ladders and Chairs. Ambrose ha difeso con successo il titolo nella speciale puntata in diretta di SuperSmackDown del 22 dicembre contro Dolph Ziggler e Kevin Owens. Ambrose ha difeso con successi il titolo anche nella puntata di SmackDown del 7 gennaio 2016, ma il match contro Owens è terminato in doppio countout. Il 24 gennaio 2016 alla Royal Rumble Ambrose ha sconfitto Owens in un Last Man Standing match per mantenere l'Intercontinental Championship, per poi partecipare con il numero 19 al Royal Rumble match per il WWE World Heavyweight Championship ed essere l'ultimo eliminato dal vincitore Triple H. Il regno come campione di Ambrose è terminato dopo 64 giorni alla quarta difesa del titolo avvenuta nella puntata di Raw del 15 febbraio, quando Stephanie McMahon lo ha costretto a difendere l'Intercontinental Championship in un match contro Dolph Ziggler, Kevin Owens, Stardust e Tyler Breeze. Ambrose ha perso il titolo quando Owens ha schienato Breeze.
Dopo aver perso l'Intercontinental Championship e senza ricevere una rivincita, Ambrose ha affrontato Roman Reigns e Brock Lesnar a Fastlane in un match con in palio la possibilità di sfidare il campione Triple H a WrestleMania 32, ma ha perso il match dopo essere stato schienato da Reigns. Il giorno seguente a Raw Ambrose è stato attaccato da Lesnar quando era appena arrivato all'arena. Ciò ha portato a un confronto nella stessa sera quando Ambrose è tornato nell'arena guidando un'ambulanza, salvo essere in seguito attaccato da Lesnar ancora una volta, con Ambrose che lo ha poi sfidato in un No Holds Barred Street Fight match a WrestleMania 32 e Paul Heyman ha accettato la sfida in nome di Lesnar. Il 12 marzo a Roadblock Ambrose ha affrontato Triple H per il WWE World Heavyweight Championship, ma è stato sconfitto. Ambrose ha continuato la sua faida con Lesnar esibendosi in alcuni segmenti al microfono nei confronti di quest'ultimo e nella puntata di Raw del 14 marzo Mick Foley gli ha dato la sua mazza col filo spinato, mentre la settimana seguente a Raw Terry Funk gli ha consegnato la sua motosega. Tuttavia a WrestleMania 32 Ambrose è stato sconfitto da Lesnar. Dopo la sconfitta contro Lesnar a WrestleMania 32 Ambrose si è rifatto sconfiggendo Chris Jericho per due volte consecutive in pay-per-view: la rivalità è nata quando il rientrante Shane McMahon ha cancellato il talk show di Jericho – l'Highlight Reel – per sostituirlo con l'Ambrose Asylum. Ambrose ha sconfitto Jericho il 1º maggio a Payback, ma la faida è proseguita dopo che la sera dopo a Raw Stephanie McMahon ha cancellato l'Ambrose Asylum per far tornare il talk show di Jericho, il quale ha attaccato Ambrose durante il segmento e lo ha colpito con "Mitch", la pianta di fico simbolo dell'Ambrose Asylum. Ciò ha portato Ambrose a sfidare Jericho nel primo Asylum match di sempre il 22 maggio a Extreme Rules, dove Ambrose è emerso vincitore.
Nella puntata di Raw del 23 maggio Ambrose ha sconfitto Dolph Ziggler e si è qualificato per il Money in the Bank ladder match dell'omonimo evento in pay-per-view, che ha poi vinto. Quella stessa sera Ambrose ha incassato con successo il Money in the Bank ai danni di Seth Rollins (suo rivale di lunga data ed ex membro dello Shield) – che aveva appena sconfitto Roman Reigns, il precedente campione e altro membro dello Shield – vincendo per la prima volta il WWE World Heavyweight Championship: esattamente un anno e cinque giorni prima non era riuscito a conquistare il titolo contro Rollins nell'edizione 2015 di Money in the Bank e al termine del match (in un segmento non andato in onda durante il pay-per-view, ma che è stato paragonato all'intervista "Hard Times" di Dusty Rhodes) aveva promesso che un giorno avrebbe conquistato il WWE World Heavyweight Championship, obiettivo che ha raggiunto dopo una rincorsa al titolato di due anni. Ogni ex membro dello Shield ha quindi vinto il suo primo titolo schienando un altro membro dello Shield (Reigns nel caso di Rollins, Ambrose nel caso di Reigns e Rollins nel caso di Ambrose) e, dopo che il match tra Rollins e Reigns (svoltosi la sera dopo a Raw per determinare il primo sfidante al titolo di Ambrose) è terminato in doppio countout, tutto ciò ha portato alla costruzione di un triple threat match tra i tre a Battleground, dove Ambrose ha difeso con successo il titolo (che durante la puntata di Raw del 27 giugno è stato rinominato in WWE Championship, cosa poi confermata ufficialmente dalla WWE stessa anche sul proprio sito ufficiale) dopo aver effettuato lo schienamento vincente ai danni di Reigns (al rientro dopo una sospensione di trenta giorni a causa della sua prima violazione del Wellness Program della WWE) in un finale pulito. Una settimana prima di Battleground Ambrose ha difeso con successo il titolo contro Rollins in un match singolo sia a Raw, sia a SmackDown. Durante il draft 2016 (sancito dopo la decisione da parte della WWE di far tornare la brand extension), svoltosi nella puntata di SmackDown, Ambrose è stato la seconda scelta assoluta del draft e la prima per SmackDown, venendo scelto dal commissioner di SmackDown Shane McMahon e dal nuovo general manager di SmackDown Daniel Bryan. Avendo difeso con successo il titolo il 24 luglio a Battleground, il WWE Championship detenuto da Ambrose è pertanto diventato esclusiva di SmackDown e a Raw è stato istituito il WWE Universal Championship. Nella puntata di SmackDown del 26 luglio il WWE Championship è stato nuovamente rinominato, questa volta in WWE World Championship, che Ambrose ha difeso con successo contro Dolph Ziggler a SummerSlam. L'11 settembre a Backlash Ambrose ha perso il WWE World Championship contro AJ Styles, il quale ha approfittato di una distrazione dell'arbitro per colpire Ambrose con un colpo basso e schienarlo dopo una Styles Clash.
Nella puntata di SmackDown del 27 settembre ha affrontato AJ Styles con in palio il WWE World Championship ma è stato sconfitto a causa di una distrazione involontaria di John Cena. Il 9 ottobre a No Mercy Ambrose ha partecipato ad un Triple threat match per il WWE World Championship che includeva anche il campione AJ Styles e John Cena ma è stato sconfitto mentre Styles ha mantenuto il titolo. Nella puntata di SmackDown del 25 ottobre è stato sconfitto da Styles per squalifica, fallendo così l'opportunità di diventare il contendente nº1 al WWE World Championship, a causa dell'intervento di James Ellsworth. Tuttavia, il 1º novembre a SmackDown Ambrose ha sconfitto Styles, guadagnando così lo status di contendente nº1 al WWE World Championship. Il 20 novembre a Survivor Series Ambrose ha preso parte al 5-on-5 Traditional Survivor Series Elimination match come parte del Team SmackDown contro il Team Raw, ma è stato eliminato da Braun Strowman; ciononostante il Team SmackDown ha vinto ugualmente l'incontro. Il 4 dicembre a TLC: Tables, Ladders & Chairs Ambrose ha affrontato AJ Styles in un Tables, Ladders and Chairs match per il WWE World Championship ma è stato sconfitto a causa dell'inaspettato intervento di James Ellsworth ai suoi danni.

#### Faida con The Miz (2016–2017)

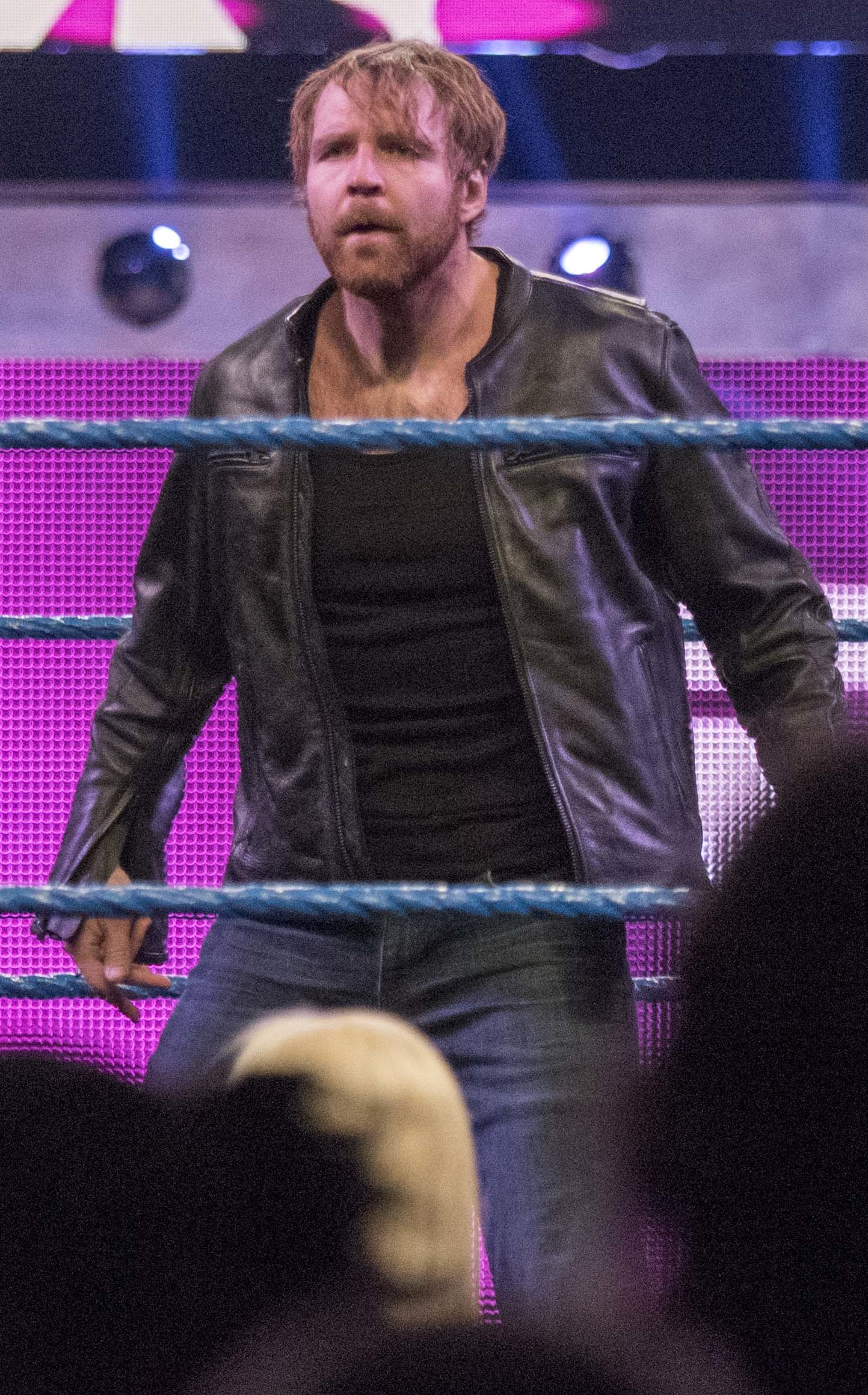
Dean Ambrose nel 2016

Nella puntata di SmackDown del 6 dicembre Ambrose ha affrontato The Miz per l'Intercontinental Championship ma è stato sconfitto a seguito dell'ennesima distrazione di James Ellsworth. Nella puntata di SmackDown del 13 dicembre Ambrose ha partecipato ad un Fatal 4-Way Elimination match per determinare il contendente nº1 al WWE Championship (precedentemente noto come WWE World Championship) di AJ Styles che comprendeva anche Dolph Ziggler, The Miz e Luke Harper; Ambrose, tuttavia, è stato l'ultimo ad essere eliminato per mano di Ziggler, che è diventato il nuovo contendente nº1 al titolo di Styles.
Nella puntata di SmackDown del 3 gennaio 2017 Ambrose ha affrontato The Miz per l'Intercontinental Championship e, grazie anche all'espulsione di Maryse (moglie di The Miz), è riuscito a vincere l'incontro, diventando campione intercontinentale per la seconda volta. Nella puntata di SmackDown del 24 gennaio Ambrose ha difeso con successo l'Intercontinental Championship contro The Miz in un Lumberjack match. Il 29 gennaio Ambrose ha partecipato al Royal Rumble match dell'omonimo pay-per-view entrando col numero 12 ma è stato eliminato da Brock Lesnar dopo ventisei minuti e cinquantacinque secondi di permanenza. Nella puntata di SmackDown del 7 febbraio Ambrose ha partecipato ad un Fatal 4-Way match che includeva anche AJ Styles, Baron Corbin e The Miz ma il match è stato vinto da Corbin. Il 12 febbraio, ad Elimination Chamber, Ambrose ha partecipato ad un Elimination Chamber match per il WWE Championship che comprendeva anche il campione John Cena, AJ Styles, Baron Corbin, Bray Wyatt, e The Miz ma è stato eliminato da quest'ultimo dopo aver subito un attacco da parte di Corbin, eliminato a sua volta dallo stesso Ambrose, mentre Wyatt si è aggiudicato il match e il titolo. Nella puntata di SmackDown del 21 febbraio Ambrose ha partecipato ad una 10-Man Battle Royal per decretare lo sfidante di Bray Wyatt a WrestleMania 33 per il WWE Championship ma è stato eliminato per penultimo da Luke Harper. Il 2 aprile, nel Kick-off di WrestleMania 33, Ambrose ha difeso con successo il titolo contro Baron Corbin. Nella puntata di SmackDown del 4 aprile Ambrose è stato sconfitto da Baron Corbin in uno Street Fight match non titolato.
Con lo Shake-up del 10 aprile Ambrose è stato trasferito nel roster di Raw e con lui anche l'Intercontinental Championship; quella stessa sera Ambrose ha sconfitto lo United States Champion Kevin Owens. Nella puntata di Raw dell'8 maggio, vista l'assenza del General Manager Kurt Angle, Ambrose è stato nominato Co-General Manager assieme a The Miz; quella stessa sera, grazie anche all'intervento di The Miz, Ambrose è stato sconfitto da Bray Wyatt. Nella puntata di Raw del 15 maggio Ambrose è stato sconfitto da The Miz per squalifica ma ha comunque mantenuto l'Intercontinental Championship. Nella puntata di Raw del 22 maggio Ambrose è stato sconfitto dal debuttante Elias Samson per squalifica a causa dell'intervento di The Miz. Nella puntata di Raw del 29 maggio Dean Ambrose e i WWE Raw Tag Team Champions, gli Hardy Boyz (Jeff Hardy e Matt Hardy), hanno sconfitto The Miz, Cesaro e Sheamus. Il 4 giugno, ad Extreme Rules, Ambrose ha perso l'Intercontinental Championship a favore di The Miz dopo 152 giorni di regno (se Ambrose fosse stato squalificato in questo match avrebbe perso il titolo). Nella puntata di Raw del 12 giugno Ambrose è stato sconfitto da Elias Samson a causa della distrazione di The Miz. Nella puntata di Raw del 26 giugno Dean Ambrose, Heath Slater e Rhyno sono stati sconfitti da The Miz, Bo Dallas e Curtis Axel. Il 9 luglio, a Great Balls of Fire, Ambrose è stato sconfitto da The Miz, grazie anche all'intervento scorretto di Bo Dallas, fallendo l'assalto all'Intercontinental Championship.

#### Reunion dello Shield (2017–2018)
Nella puntata di Raw del 24 luglio 2017 Dean Ambrose e Seth Rollins hanno sconfitto il Miztourage (The Miz, Bo Dallas e Curtis Axel) in un 3-on-2 Handicap match. Dopo essersi contestualmente alleato con Rollins, i due hanno sconfitto Cesaro e Sheamus a SummerSlam, conquistando così il WWE Raw Tag Team Championship per la prima volta; con questa vittoria, Ambrose è diventato sia Triple Crown Champion che Grand Slam Champion. Nella puntata di Raw del 21 agosto Ambrose e Rollins hanno mantenuto le cinture contro gli Hardy Boyz (Jeff Hardy e Matt Hardy). Il 18 settembre Ambrose e Rollins sono stati sconfitti da Cesaro e Sheamus in un 3-Way Tag Team match non titolato che includeva anche Luke Gallows e Karl Anderson. Il 24 settembre, a No Mercy, Ambrose e Rollins hanno difeso con successo i titoli contro Cesaro e Sheamus. Nella puntata di Raw del 9 ottobre lo Shield si è ufficialmente riunito quando Ambrose, Reigns e Rollins hanno attaccato The Miz, Cesaro, Sheamus e Curtis Axel, colpendo il primo con la Triple powerbomb; in seguito, i tre hanno difeso Matt Hardy da Braun Strowman, colpendo anche quest'ultimo con una Triple powerbomb sul tavolo dei commentatori. Nella puntata di Raw del 16 ottobre Ambrose e Rollins hanno difeso con successo i titoli contro Cesaro e Sheamus. Il 22 ottobre, a TLC: Tables, Ladders & Chairs, Ambrose, Rollins e Kurt Angle (il quale ha sostituito Roman Reigns poiché affetto da meningite e dunque impossibilitato a partecipare all'incontro) hanno sconfitto The Miz, Braun Strowman, Kane, Cesaro e Sheamus in un 5-on-3 Handicap Tables, Ladders and Chairs match. Nella puntata di Raw del 23 ottobre Ambrose, Rollins e AJ Styles (appartenente al roster di SmackDown) hanno sconfitto The Miz, Cesaro e Sheamus. Nella puntata di Raw del 6 novembre Ambrose e Rollins hanno perso il WWE Raw Tag Team Championship contro Cesaro e Sheamus dopo 78 giorni di regno. Nella puntata di Raw del 13 novembre lo Shield ha sconfitto The Miz, Cesaro e Sheamus. Il 19 novembre, a Survivor Series, lo Shield ha sconfitto il New Day (Big E, Kofi Kingston e Xavier Woods) (appartenente al roster di SmackDown). Nella puntata di Raw del 20 novembre Ambrose ha sconfitto Sheamus. Nella puntata di Raw del 4 dicembre Ambrose e Rollins hanno affrontato Cesaro e Sheamus in un No Disqualification match per il WWE Raw Tag Team Championship ma sono stati sconfitti (a causa dell'intervento di Samoa Joe). Il 18 dicembre Ambrose, Rollins e Jason Jordan sono stati sconfitti da Cesaro, Sheamus e Samoa Joe. Durante l'incontro Ambrose ha subìto un infortunio al braccio che lo ha costretto ad uno stop durato circa otto mesi.

#### Varie faide (2018–2019)

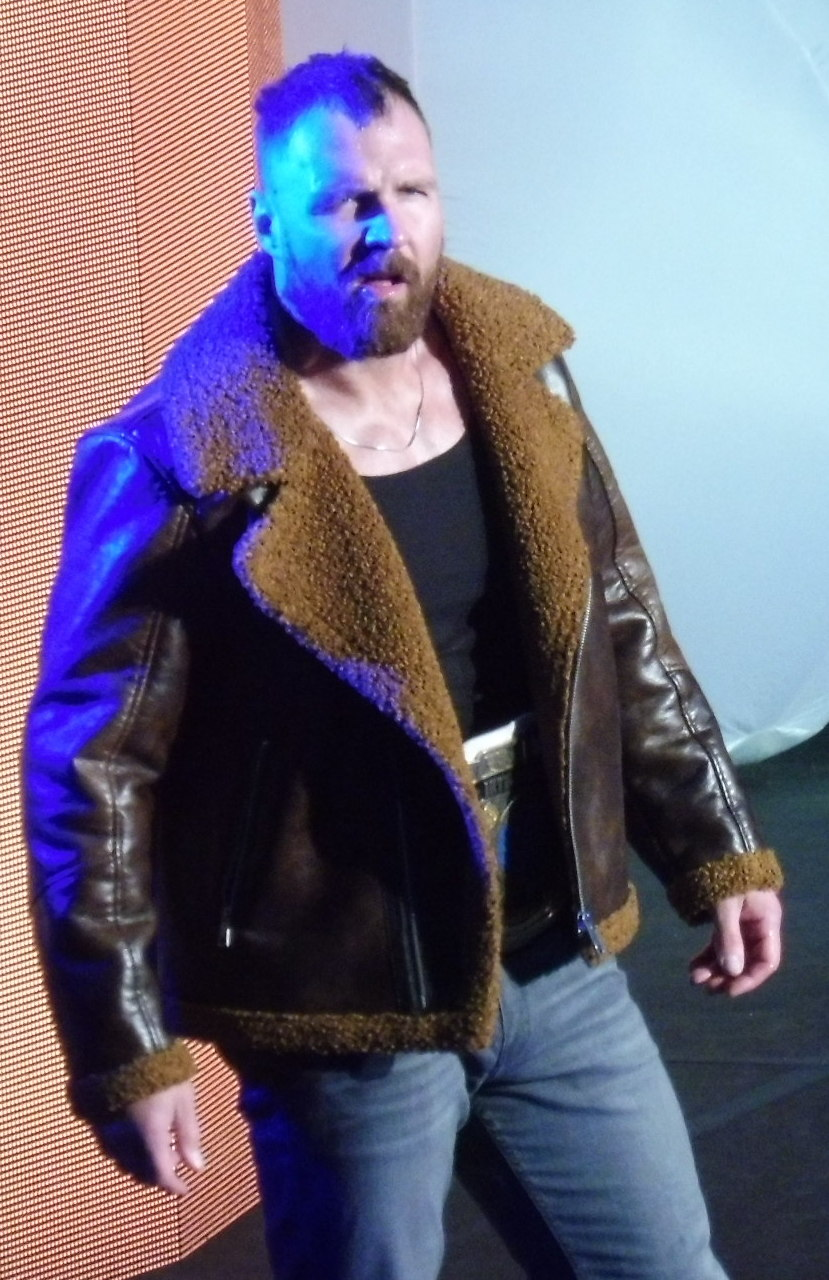
Dean Ambrose nel 2018

Dean Ambrose ha fatto il suo ritorno dall'infortunio nella puntata di Raw del 13 agosto 2018, aiutando Seth Rollins nella sua faida contro Dolph Ziggler e Drew McIntyre. Il 19 agosto, a SummerSlam, è stato all'angolo di Seth Rollins nel corso del match valevole per l'Intercontinental Championship contro il campione Dolph Ziggler. La sera dopo, a Raw, Ambrose ha sconfitto Ziggler; quella stessa sera lui e Rollins hanno sventato il tentativo di Braun Strowman di incassare il Money in the Bank contro Roman Reigns, riformando ancora una volta lo Shield. Il 16 settembre, a Hell in a Cell, Ambrose e Rollins hanno affrontato Ziggler e McIntyre per il WWE Raw Tag Team Championship ma sono stati sconfitti. Nelle settimana successive Ambrose ha subìto alcune sconfitte per mano di McIntyre e Strowman, facendo vacillare il suo rapporto con Rollins e Reigns. Il 6 ottobre, a Super Show-Down, lo Shield ha sconfitto Strowman, Ziggler e McIntyre in 6-Men Tag Team match. Nella puntata di Raw del 15 ottobre Ambrose è stato sconfitto da Ziggler, fallendo così la qualificazione per la WWE World Cup a Crown Jewel. La settimana successiva Ambrose e Rollins hanno vinto per la seconda volta i WWE Raw Tag Team Championship, sconfiggendo Ziggler e McIntyre; tuttavia al termine del match Ambrose ha effettuato un turn-heel, attaccando brutalmente Rollins. Il 16 dicembre, a TLC: Tables, Ladders & Chairs, Ambrose ha sconfitto Rollins conquistando l'Intercontinental Championship per la terza volta. Nella puntata di Raw del 17 dicembre Ambrose ha difeso con successo il titolo contro Tyler Breeze. Nella puntata di Raw del 31 dicembre Ambrose ha difeso con successo il titolo contro Apollo Crews. Nella puntata di Raw del 7 gennaio 2019 Ambrose, Bobby Lashley e Drew McIntyre sono stati sconfitti da Finn Bálor, John Cena e Seth Rollins; più tardi, quella sera, Ambrose ha difeso con successo il titolo contro Rollins in un Falls Count Anywhere match grazie all'aiuto di Lashley. Nella puntata di Raw del 14 gennaio Ambrose ha perso il titolo a favore di Bobby Lashley in un Triple Threat match che includeva anche Seth Rollins dopo 29 giorni di regno. Il 27 gennaio, alla Royal Rumble, Ambrose ha partecipato al match omonimo entrando col numero 14 ma è stato eliminato da Aleister Black. Nella puntata di Raw del 28 gennaio si è presentato sul ring per insultare Seth Rollins, vincitore del Royal Rumble match la sera precedente, dicendogli che nella sua carriera The Architect non era mai stato in grado di batterlo in maniera corretta; i due si sono poi affrontati ed il match è stato vinto da Rollins, ponendo fine alla loro rivalità.
Il 29 gennaio 2019 la WWE ha comunicato attraverso il proprio sito ufficiale, che Dean Ambrose aveva deciso di non rinnovare il suo contratto in scadenza ad aprile e pertanto avrebbe lasciato la federazione il 1º maggio. Nelle settimane successive Ambrose è tornato a comportarsi da babyface, subendo però numerose sconfitte contro EC3, Drew McIntyre ed Elias. Nella puntata di Raw del 4 marzo ha preso parte all'ennesima reunion dello Shield insieme a Seth Rollins ed il rientrante Roman Reigns; sei giorni dopo, a Fastlane, i tre hanno sconfitto Baron Corbin, Bobby Lashley e Drew McIntyre in un 6-Men Tag Team match. Il 21 aprile, a The Shield's Final Chapter, Ambrose ha combattuto il suo ultimo match in WWE, facendo squadra con Reigns e Rollins e sconfiggendo ancora una volta Corbin, Lashley e McIntyre.
Il 1º maggio 2019, come anticipato alcuni mesi prima, il contratto di Dean Ambrose con la WWE è scaduto e non è stato rinnovato.

### New Japan Pro-Wrestling (2019–presente)
Debutta in NJPW nella serata dedicata alla finale del Best of Super Juniors il 5 giugno 2019 affrontando un altro ex WWE, Juice Robinson; Moxley riesce a sconfiggerlo e conquista l'IWGP United States Championship per la prima volta in carriera. Quattro giorni dopo batte Shota Umino a Dominion 6.9 annunciando la sua volontà di entrare nel torneo G1 Climax. Il 13 giugno vince il primo incontro del G1 Climax 29 contro Taichi.
Il 5 gennaio 2020, a Wrestle Kingdom 14, Moxley ha sconfitto Lance Archer conquistando per la seconda volta l'IWGP United States Championship.

### All Elite Wrestling (2019–presente)
Il 25 maggio 2019 debutta nella All Elite Wrestling con il vecchio ring name Jon Moxley al termine del primo pay-per-view nella storia della compagnia, Double or Nothing, attaccando dopo il loro match Chris Jericho, Kenny Omega e l'arbitro. Il 29 giugno, a Fyter Fest, vince il suo primo match nella nuova federazione contro Joey Janela; dopo l'incontro viene attaccato da Omega.
I due si sarebbero dovuti affrontare a All Out ma il match viene cancellato per un infortunio occorso a Moxley, che viene sostituito da Pac. Il 9 novembre, a Full Gear, Moxley ha sconfitto Omega.

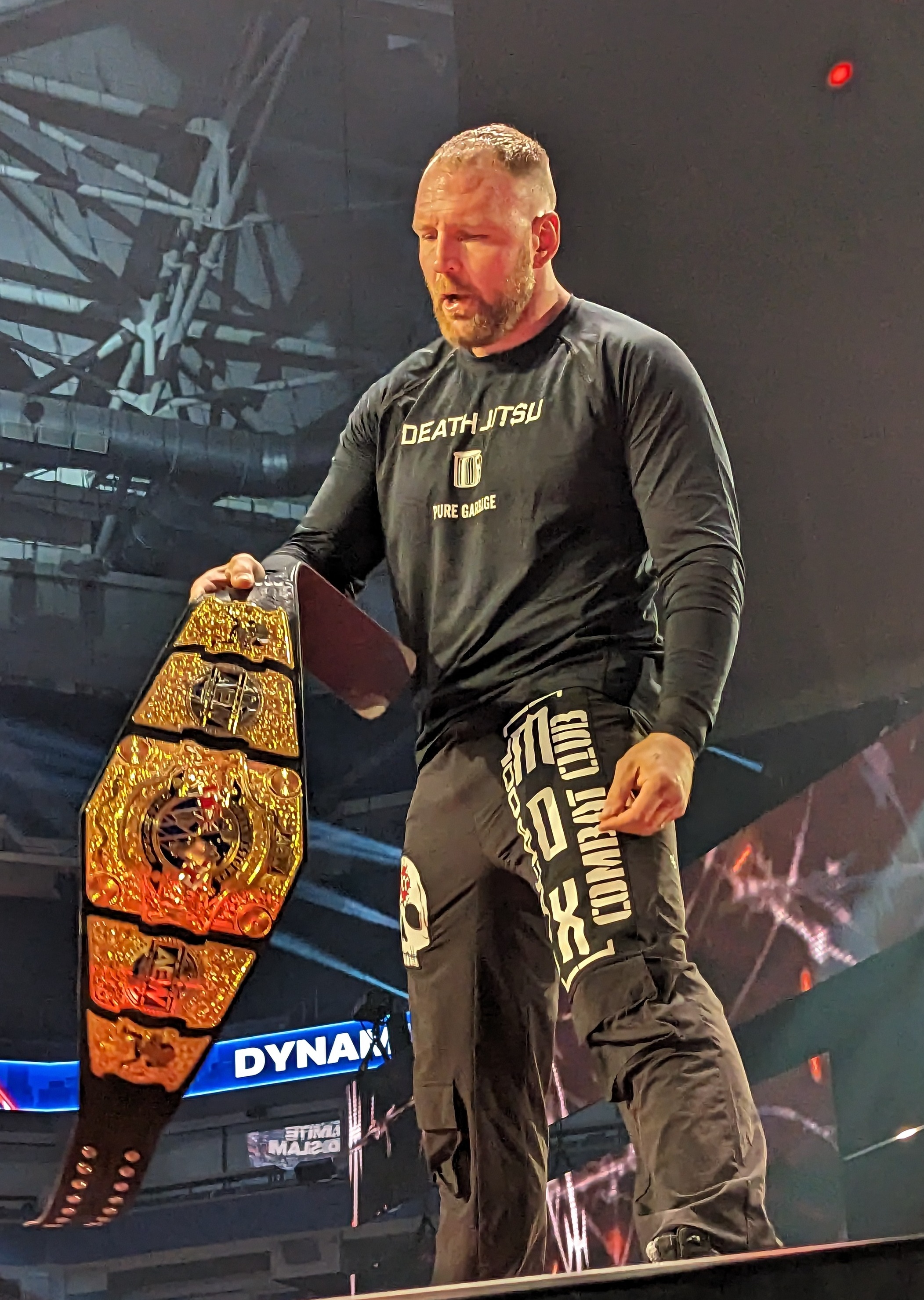
Jon Moxley con l'International Championship

Il 29 febbraio 2020, a Revolution, sconfigge Chris Jericho vincendo per la prima volta l'AEW World Championship.
Il successivo 23 maggio a AEW Double or Nothing ha difeso con successo la cintura contro Brodie Lee, al suo primo match nella All Elite Wrestling.
Ottiene lo stesso risultato il 15 luglio a Fight for the Fallen contro Brian Cage, il quale a Double Or Nothing aveva vinto nel suo incontro d'esordio il ladder match valevole un'opportunità titolata contro l'AEW Champion.
Il 5 agosto ha difeso per la prima volta il titolo a Dynamite contro Darby Allin, confermandosi campione.
Un mese più tardi ad All Out ha affrontato il primo sfidante MJF, in un match titolato, aggiudicandosi la sfida colpendo MJF con la Paradigme Shift nonostante essa fosse stata precedentemente vietata a seguito di un'azione legale di MJF contro Moxley (kayfabe).
Il 14 ottobre all'evento dedicato al primo anniversario di Dynamite, ha difeso con successo la cintura contro Lance Archer in un violento match senza squalifiche. Archer aveva vinto a All Out una battle royal che metteva in palio un incontro titolato contro chiunque fosse uscito vincitore tra Moxley e MJF.
Alla fine dell'incontro con Lance Archer, Moxley durante i festeggiamenti post match viene brutalmente aggredito da Eddie Kingston, il quale reclama un match per il titolo in quanto non era mai stato eliminato dalla suddetta battle royal, alla quale anch'esso aveva preso parte. Il campione accoglie la richiesta di Kingston e due settimane più tardi a Dynamite lo sconfigge per KO tecnico, soffocandolo al tappeto con una presa di strangolamento. Lo sfidante tuttavia non accetta l'esito del match, sostenendo stavolta di non aver ceduto e pretende quindi una rivincita titolata, la quale viene concessa da Moxley a condizione che si tratti di un I Quit match, così da chiudere una volta per tutte la faida con Kingston in caso di vittoria. L'incontro si svolge il 7 novembre a Full Gear e viene vinto da Jon Moxley, che si conferma nuovamente campione dopo una cruenta battaglia.
Nello stesso evento Kenny Omega sconfigge Adam Page nella finale del torneo per ottenere una chance titolata contro il campione AEW. Moxley e Omega si affrontano il 4 dicembre successivo a Winter Is Coming, puntata speciale di Dynamite, ed è quest'ultimo ad uscirne vincitore mettendo fine al regno durato 277 giorni e alla striscia di imbattibilità lunga 18 mesi di Jon Moxley.
Il 2 novembre 2021, il presidente della All Elite Wrestling Tony Khan, annunciò il ricovero di Moxley in clinica di riabilitazione per alcolismo.

## Vita privata
Gran parte della gimmick interpretata da Jonathan Good in WWE si basa sulla sua vita reale nell'East End di Cincinnati (Ohio), dove ha trascorso gran parte dell'infanzia in una casa pubblica. Era un fan appassionato di wrestling che idolatrava Bret Hart e usava il wrestling per fuggire dalla sua grossolana educazione.
Appassionato di National Football League e di National Hockey League, le sue squadre preferite sono rispettivamente i Cincinnati Bengals e i Philadelphia Flyers.
Good è sposato dal 2017 con Renee Paquette, ex intervistatrice e commentatrice della WWE.

## Personaggio

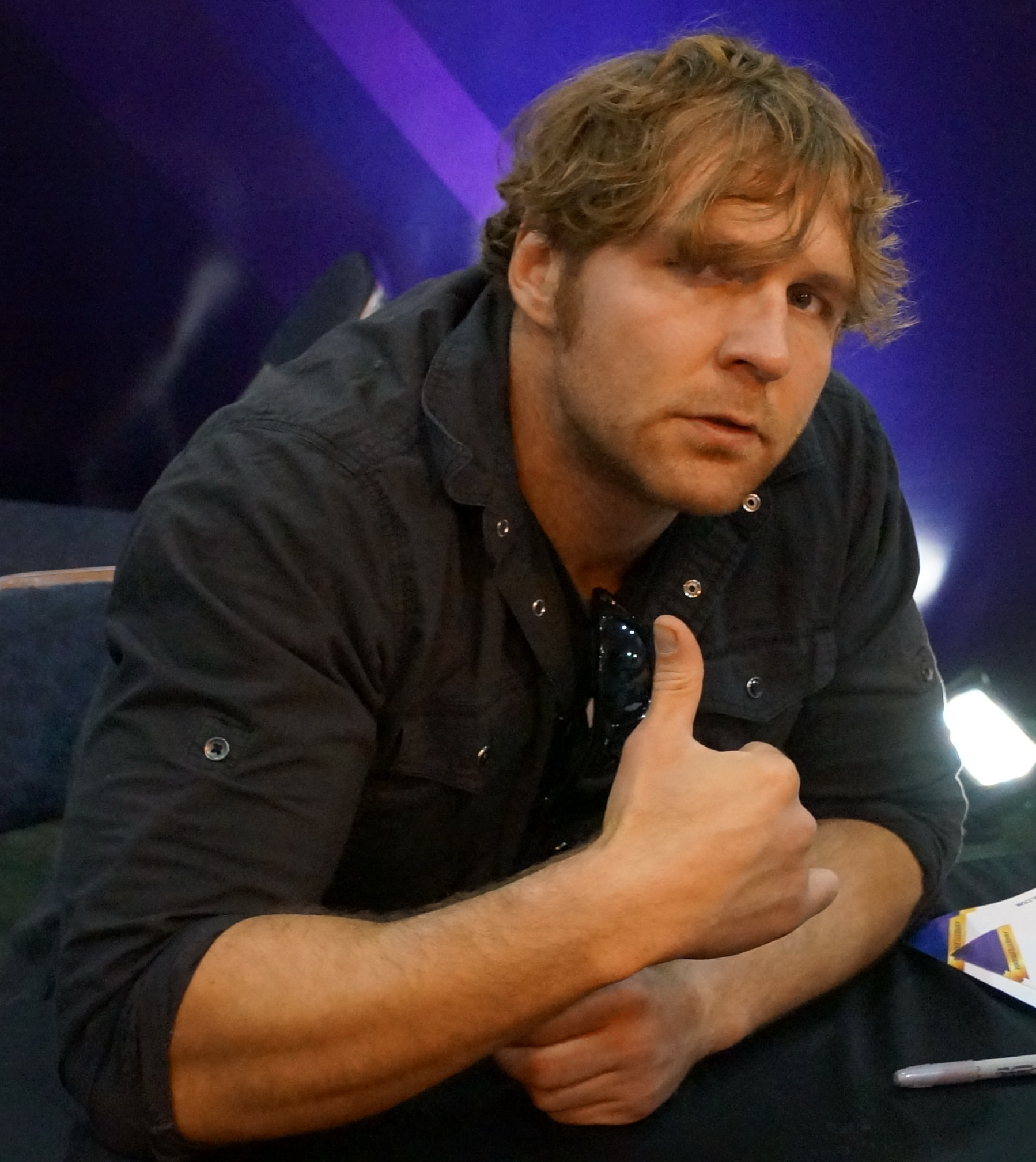
Dean Ambrose nel 2014

Come membro dello Shield, Dean Ambrose era il portavoce del gruppo durante i loro discorsi: veniva infatti indicato come il più loquace ed arrogante del trio. Una volta scioltasi la fazione il suo personaggio è invece diventato quello di un tipo imprevedibile e dalle motivazioni poco chiare; molte volte è apparso da luoghi inaspettati per attaccare i propri rivali, come ad esempio un falso pacco regalo o il bagagliaio di un'auto: la stessa WWE lo ha descritto come "folle e selvaggio" e lo ha soprannominato Lunatic Fringe (in italiano Scheggia Impazzita). Il personaggio di Ambrose è stato spesso paragonato a quelli di Roddy Piper, Steve Austin e Brian Pillman.
Oltre alle alte aspettative che la WWE nutriva riguardo al suo ruolo da heel, Ambrose ha stupito la critica specializzata anche come babyface, tanto da ricevere maggiori consensi da parte del pubblico rispetto a Roman Reigns, soprattutto quando i due si sono affrontati a Survivor Series 2015 e Fastlane 2016. Ambrose è stato infatti votato come Most Popular Wrestler of the Year dai lettori del Pro Wrestling Illustrated per due anni consecutivi (2014 e 2015).
Quando ha vinto il WWE Championship per la prima volta nel giugno del 2016, Will Pruett di Pro Wrestling.Net ha scritto che "i fan a Raw hanno cantato a Dean Ambrose che merita il titolo e hanno ragione, ma la sua rincorsa per vincere la cintura è stata pigra e si è basata più sull'effetto sorpresa piuttosto che su una vera storyline". Steve Khan del Wrestling Observer Newsletter ha scritto che la WWE gli ha dato il titolo nel momento sbagliato, dato che "negli ultimi due anni Ambrose ha vissuto una corsa sulle montagne russe per raggiungere la cima della WWE, avendo perso quasi tutti i grandi match a cui ha partecipato", aggiungendo anche che "dopo WrestleMania 32 ha perso un sacco di supporto da parte del pubblico".

### Mosse finali
- Come Dean Ambrose

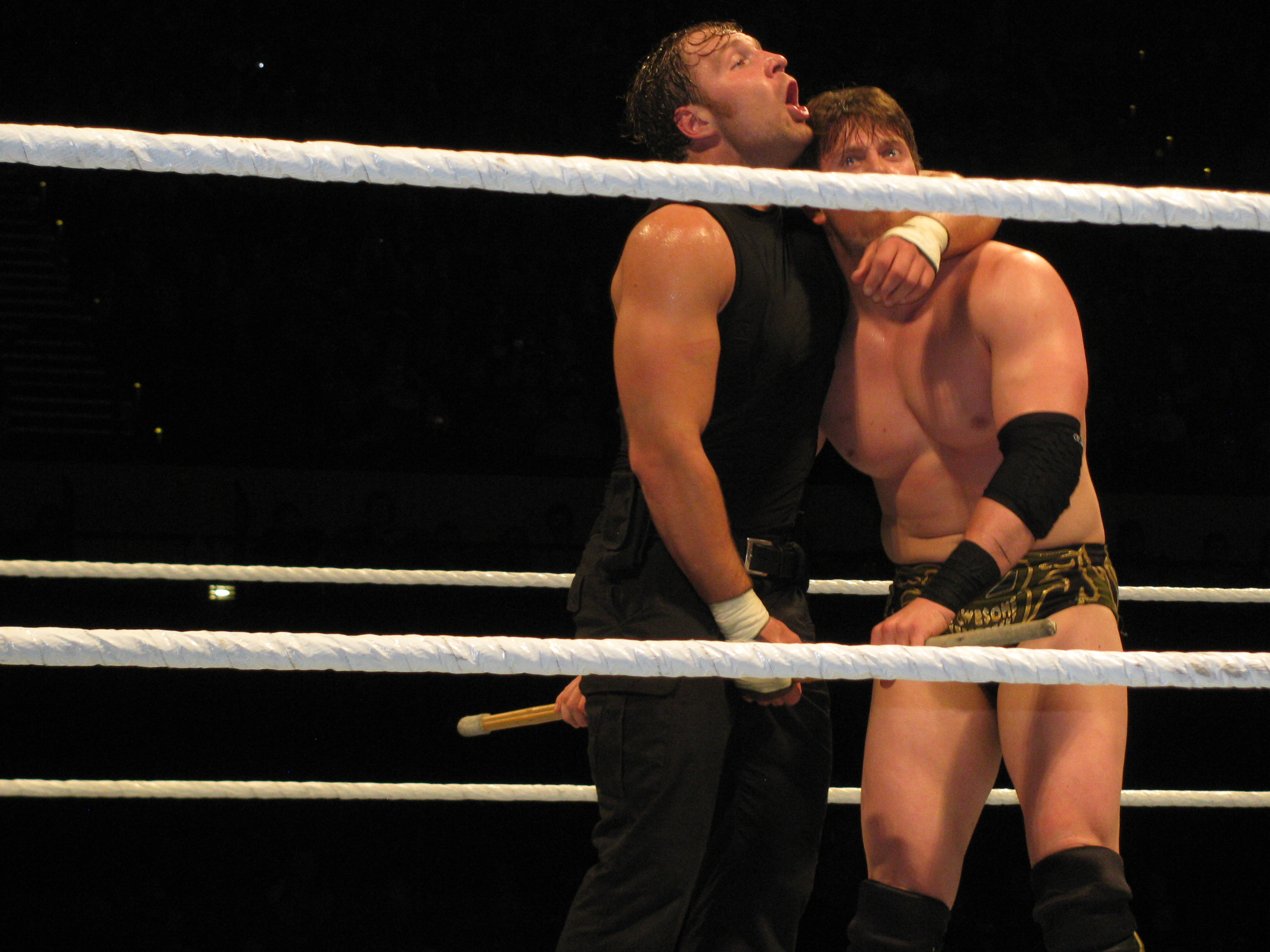
Dean Ambrose mentre si appresta ad eseguire la Dirty Deeds (versione Headlock driver)

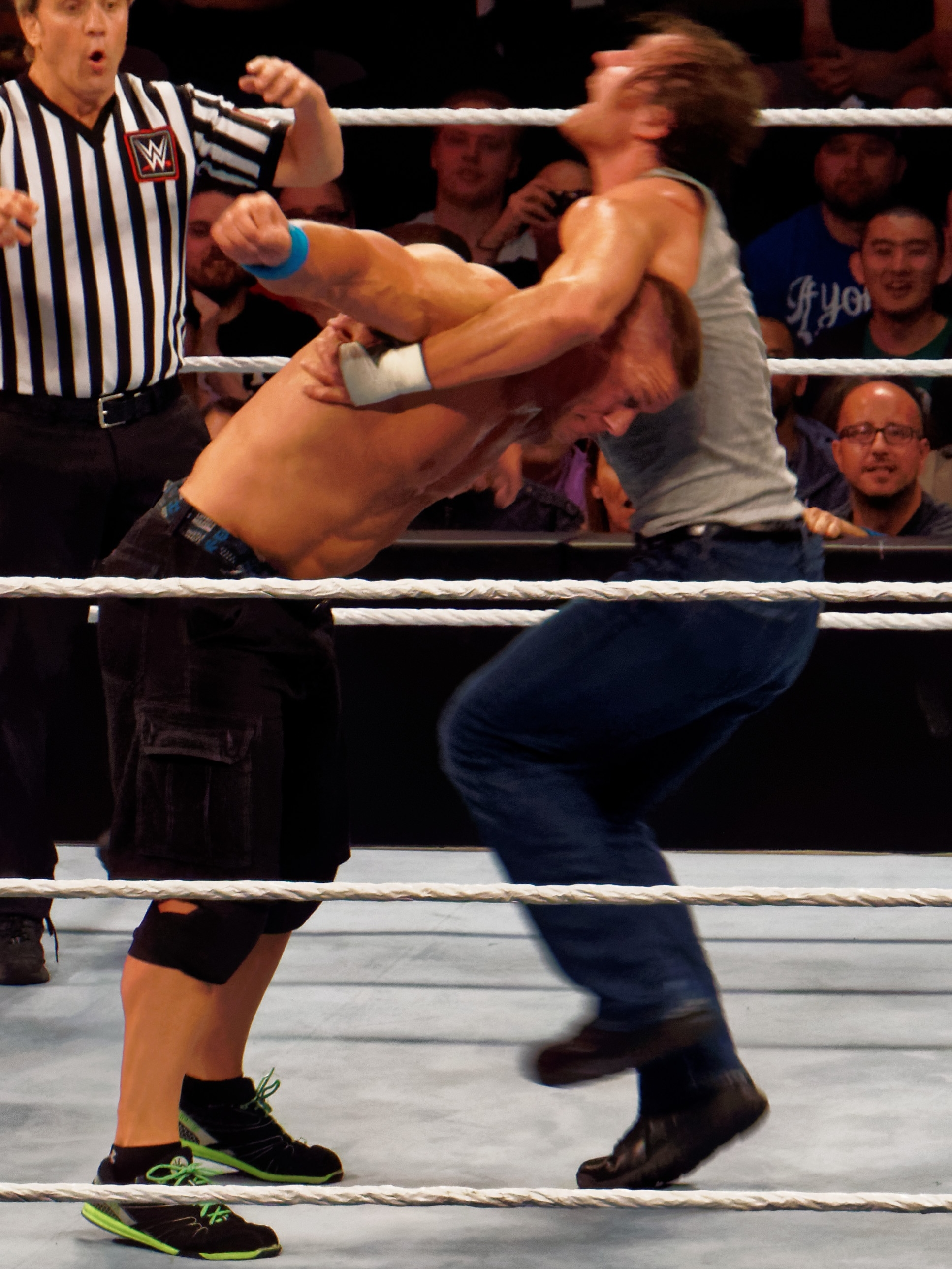
Dean Ambrose mentre si appresta ad eseguire la Dirty Deeds (versione Snap double underhook DDT)

  - Dirty Deeds (Headlock driver) – 2012–2014
  - Dirty Deeds (Snap double underhook DDT) – 2014–2019
- Come Jon Moxley
  - One Hitter (Elevated implant DDT) – 2004–2012
  - Paradigm Shift (Lifting underhook DDT) – 2019–presente
  - Death Rider (Lifting underhook Brainbuster) – 2019–presente
  - Bulldog choke – dal 2020

### Soprannomi
- "The Badass son of a Bitch in AEW"
- "The Dude"[214]
- "The International Provider of Violence"
- "The Lunatic Fringe"[10]
- "Mr. Money in the Bank"[7][9]
- "The Moral Compass of WWE"
- "The Street Dog"[215]

## Titoli e riconoscimenti
- All Elite Wrestling
  - AEW World Championship (4)

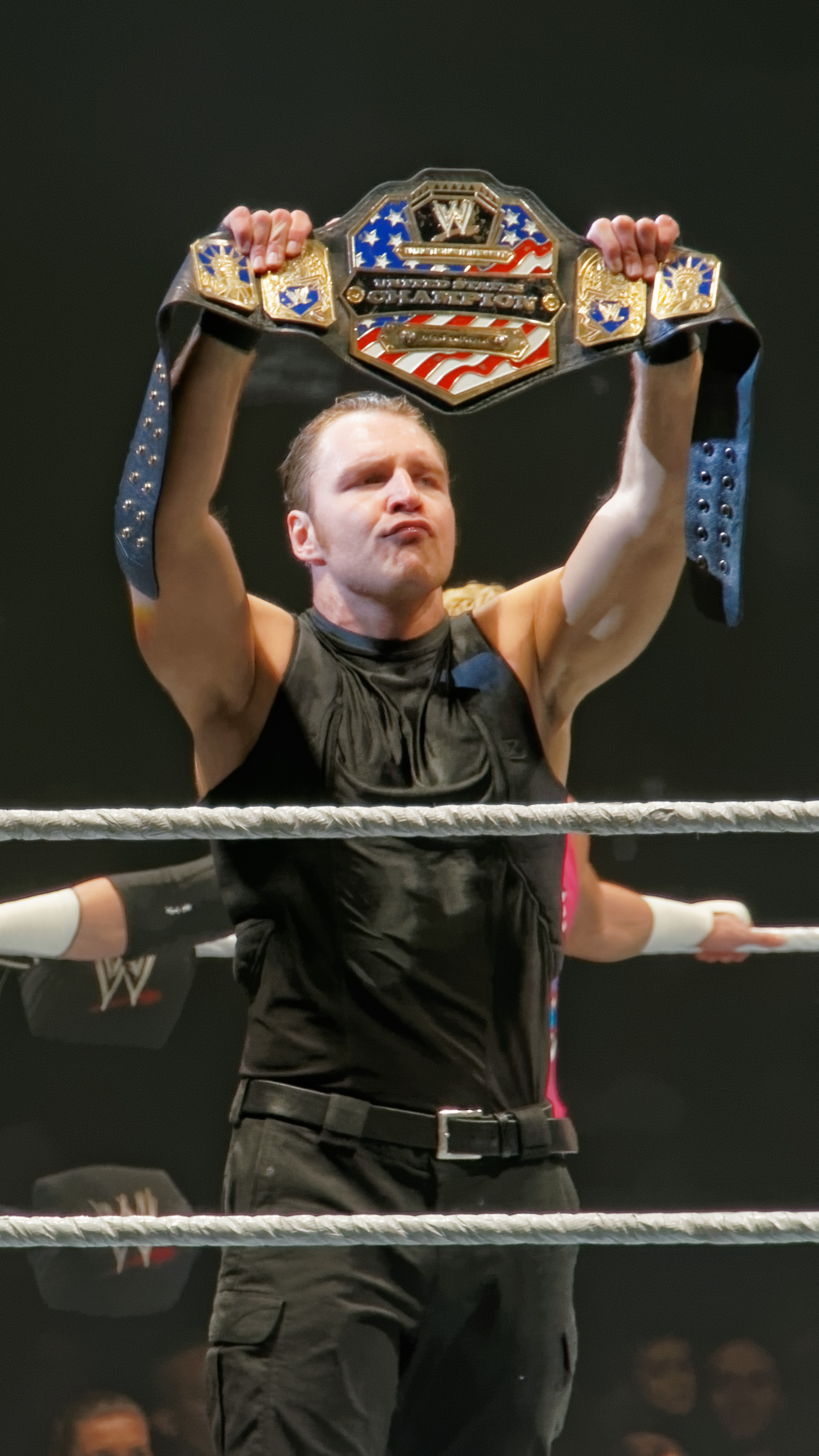
Dean Ambrose con lo United States Championship, titolo che ha detenuto una volta

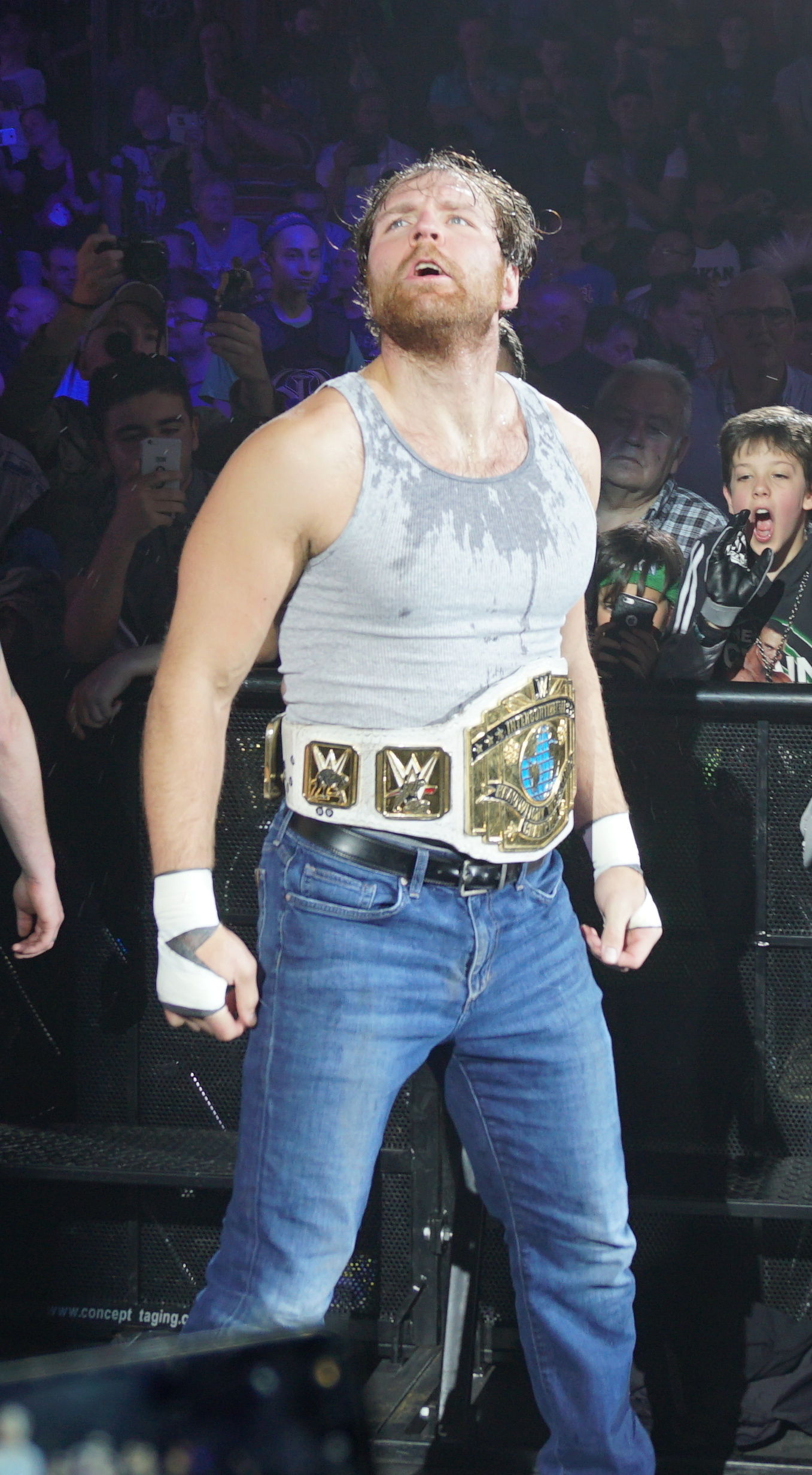
Dean Ambrose con l'Intercontinental Championship, titolo che ha detenuto tre volte

  - AEW International Championship (1)[216]
- Combat Zone Wrestling
  - CZW World Heavyweight Championship (2)[5][217][218]
- Full Impact Pro
  - FIP World Heavyweight Championship (1)[5][217][219]
- Game Changer Wrestling
  - GCW World Championship (1)
- Heartland Wrestling Association
  - HWA Heavyweight Championship (3)[6][215][218]
  - HWA Tag Team Championship (5)[6][215][218] – con Jimmy Turner (1), Ric Byrne (1), Cody Hawk (1) e King Vu (2)
- Insanity Pro Wrestling
  - IPW World Heavyweight Championship (2)[215][220][221]
  - IPW Mid-American Championship (1)[6][215][218][220]
- International Wrestling Association
  - IWA World Tag Team Championship (1)[6][215][217][218] – con Hade Vansen
- Mad-Pro Wrestling
  - MPW Heavyweight Championship (1)
  - MPW Tag Team Championship (1) – con Dustin Rayz
- New Japan Pro-Wrestling
  - IWGP United States Championship (2)[222]
  - IWGP World Heavyweight Championship (1)[223]
- Pro Wrestling Illustrated
  - Feud of the Year (2014) - vs. Seth Rollins[224]
  - Most Popular Wrestler of the Year (2014, 2015)[211]
  - 1º tra i 500 migliori wrestler singoli nella PWI 500 (2020)[225]
- Rolling Stone
  - Most Likeable Loose Cannon (2014)[226]
  - Best Briefly Resuscitated Storyline (2015) - vs. Seth Rollins[227]
- Sports Illustrated
  - Wrestler of the Year (2019)
- Westside Xtreme Wrestling
  - wXw World Tag Team Championship (1)[217][228] – con Sami Callihan
- WWE
  - WWE Intercontinental Championship (3)[172][229]
  - WWE Raw Tag Team Championship (2)[191] – con Seth Rollins
  - WWE United States Championship (1)[230]
  - WWE World Championship (1)[231][144][162]
  - Money in the Bank (edizione 2016)[9]
  - Triple Crown Champion
  - Grand Slam Champion (nuovo formato)
  - Slammy Award/Year–End Award (5)[232]
    - Breakout Star of the Year (edizione 2013, edizione 2014) - come membro dello Shield[233][234]
    - Faction of the Year (edizione 2013, edizione 2014) - The Shield[233][234]
    - Trending Now (Hashtag) of the Year (edizione 2013)[233][234]

## Filmografia

### Cinema
- 12 Rounds 3: Lockdown, regia di Stephen Reynolds (2015)[88]
- Cagefighter: Worlds Collide, regia di Jesse Quinones (2020)

### DVD dedicati
- Destruction of the Shield (2015)[235]